# Sparta Rotterdam
Sparta Rotterdam é um clube de futebol neerlandês situado em Roterdã e que disputa a primeira divisão do Campeonato Neerlandês de Futebol.
Sua fundação aconteceu em 1 de abril de 1888, sendo o clube mais antigo da Holanda em atividade, disputando contra o Feyenoord o principal clássico de futebol da cidade de Rotterdam. 
É de sua propriedade o estádio Het Kasteel, ou "ENECO Stadion", com capacidade para cerca de 11 mil pessoas e com um peculiar desenho arquitetônico de castelo que o caracteriza. 
Até o final da década de 1960 era considerado um clube grande dentro do futebol holandês, tendo conquistado a Copa da Holanda em 1965/66, o seu último título de expressão, todavia, a partir da década de 1970 o amargou um grande jejum de títulos, além de presenciar as jornadas vitoriosas nacionais e internacionais de seus rivais Feyenoord e Ajax e a posterior ascensão do PSV a lhe eclipsar.

## História
No dia 1 de abril de 1888, vários estudantes de Rotterdam fundaram um clube de cricket chamado Sparta Rotterdam. Em julho de 1888, um ramo de futebol do clube foi estabelecido. Em 1890, o Sparta Rotterdam jogou sua primeira partida de futebol, e em 1892, o Sparta dissolveu o ramo cricket. O Sparta foi promovido à elite do futebol holandês em 23 de abril de 1893. Em 1897, o Sparta Rotterdam retirou-se da competição após erros de arbitragem duvidosas em jogos seguidos do clube. 
No entanto, o clube continuou a existir, e em 1899, os conselheiros do Sparta Rotterdam foram à Inglaterra acompanhar um jogo do Sunderland Association Football Club. Impressionados com a camisa vermelha e branca do clube inglês, os conselheiros decidiram que as cores do Sunderland (camisa listrada em vermelho e branco com calções pretos) passaria a ser as cores oficiais do Sparta Rotterdam.
Em 1905, o Sparta Rotterdam organizou o primeiro jogo em casa da Seleção Holandesa, contra a Bélgica. A partida, vencida por 4–0 pela Holanda, era uma revanche de um jogo de duas semanas antes, quando a Holanda venceu a Bélgica por 4–1 em Antuérpia, Bélgica. A primeira partida no novo estádio do Sparta, Het Kasteel, que fica localizado em Spangen, no oeste de Rotterdam, foi disputada em 14 de outubro de 1916. O estádio foi renovado em 1999 e ainda é local onde o Sparta Rotterdam manda seus jogos oficialmente.
Até a temporada 2001/02, o Sparta Rotterdam nunca havia disputado divisão inferior à Eredivisie, porém após a derrota nos play-offs, o clube foi rebaixado para a Eerste Divisie a partir de 2002/03. Após dois anos de angústia na segunda divisão, o Sparta voltou para a Eredivisie na temporada 2005/06. Após péssima campanha e nova derrota nos play-offs, o clube foi oficialmente rebaixado na temporada 2009/10. Em 20 de agosto de 2010, o Sparta Rotterdam conseguiu um feito histórico no futebol holandês ao bater o Almere City por 12–1 na Eerste Divisie 2010/11, igualando aos recordes de Ajax e Heracles Almelo. O destaque do jogo foi Johan Voskamp, autor de 8 gols em sua estreia pelo clube.
O Sparta Rotterdam possui 10 títulos oficiais em toda a sua história: seis campeonatos holandeses (1908/09, 1910/11, 1911/12, 1912/13, 1914/15, 1958/59) três copas da Holanda (1957/58, 1961/62, 1965/66) e uma segunda divisão holandesa (2015/16).

## Elenco atual
Última atualização: 24 de março de 2025.

## Títulos
| NACIONAIS     | NACIONAIS              | NACIONAIS | NACIONAIS                                             |
|               | Competição             | Títulos   | Temporadas                                            |
| ------------- | ---------------------- | --------- | ----------------------------------------------------- |
|               | Campeonato Neerlandês  | 6         | 1908-09, 1910-11, 1911-12, 1912-13, 1914-15 e 1958-59 |
|               | Copa dos Países Baixos | 3         | 1957-58, 1961-62 e 1965-66                            |
| Países Baixos | 2 Divisão Neerlandesa  | 1         | 2015-16                                               |

## Uniformes

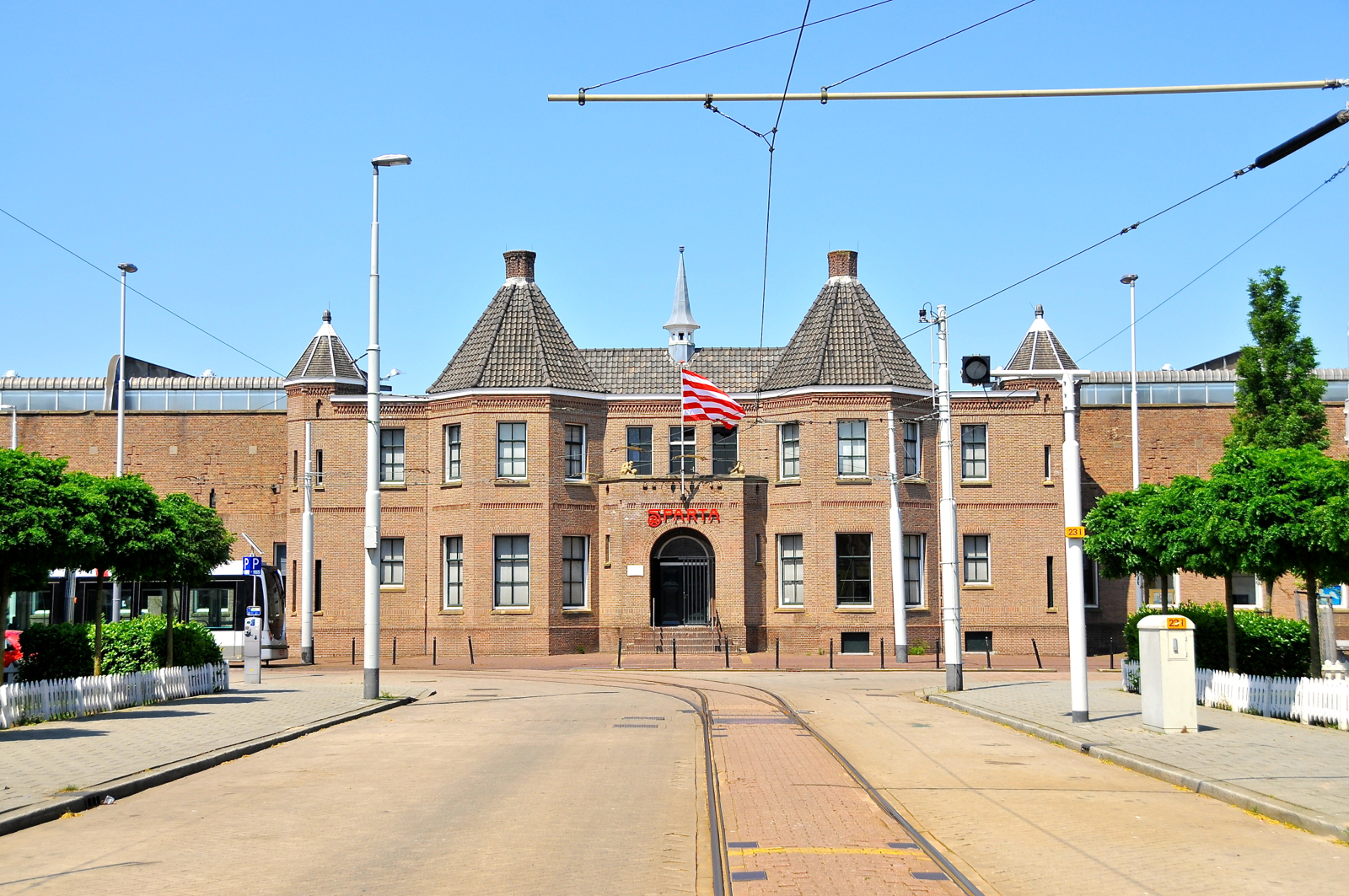
O original estádio do Sparta, que lembra um castelo.

### Uniformes atuais
| 1º Uniforme | 2º Uniforme | Especial |

## Jogadores renomados
| - Danny Blind - Regi Blinker - Winston Bogarde - Romeo Castelen - Ed de Goeij - Marten de Roon - Marvin Emnes - Henk Fraser - Mitchell van der Gaag - Ruud Geels - Steve Olfers - Kevin Strootman - Theo Laseroms - Adri van Tiggelen - Jan van Beveren - Louis van Gaal - Pim Verbeek - Sander Westerveld - Jetro Willems - Aron Winter | - Cássio - Daniel Bessa - Dele Adeleye - Gregg Berhalter - Sendley Sidney Bito - Sepp De Roover - James Holland - Kim Jaggy - Jerzy Sadek - Sani Kaita - Michael Krohn-Dehli - Haris Medunjanin - Aleksander Šeliga |